# Mario Petroncelli
Mario Petroncelli (Francavilla al Mare, 7 aprile 1906 – Napoli, 3 agosto 1986) è stato un giurista italiano.

## Biografia
Figlio di Camillo Petroncelli, intraprese gli studi presso la Facoltà di Giurisprudenza dell'Università degli Studi di Firenze. In seguito si trasferì all'Università Cattolica del Sacro Cuore di Milano, dove conseguì la laurea nel 1929.
Fu poi nominato assistente alla cattedra di diritto canonico, retta da Vincenzo Del Giudice (Un. Cattolica); si specializzò presso l'Università di Monaco di Baviera. Nel 1933 conseguì la libera docenza in Diritto ecclesiastico e insegnò presso l'Università di Sassari come Professore incaricato, quindi, dall'autunno del medesimo anno, in seguito a concorso, come professore straordinario.
Nel 1934 venne chiamato ad insegnare presso l'Università di Catania – dove, all'età di 31 anni, fu preside della Facoltà di Giurisprudenza dal 1937 al 1943 –, quindi rettore (1943-1944), all'età di 37 anni.
Nel novembre del 1943, il Governo militare d'occupazione a Catania si insediò nel Palazzo Universitario: l'Annuario del 1943-44 riportò l'inaugurazione dell'Anno Accademico del Magnifico Rettore prof. Mario Petroncelli, Ordinario di diritto ecclesiastico, con la partecipazione del Generale Clark, comandante delle truppe inglesi in Sicilia, del Ten. Colon. George Robert Gayre (1907-1996), consigliere per l'educazione della Commissione alleata di armistizio.
Dal 1945 fino al 1981 insegnò diritto ecclesiastico e diritto canonico presso l'Università di Napoli, dove diresse la Scuola di perfezionamento in Diritto ecclesiastico e canonico. Insegnò diritto canonico anche presso la Pontificia Facoltà teologica "San Luigi" di Napoli.
Nel 1982 gli fu conferito il titolo di professore emerito. Suoi allievi furono Antonio Vitale e Valerio Tozzi.
È considerato tra i fondatori della Democrazia cristiana in Sicilia, accanto ai nomi di Bernardo Mattarella, Salvatore Aldisio, Vincenzo Vacirca, Giuseppe Agnello, Vittorio La Rocca, Italo Corsaro e Salvatore Beninati. Dal 1943 fu condirettore de "Il Diritto ecclesiastico" con Pietro Agostino D'Avack. Avvocato rotale dal 1951, è nominato consultore dello Stato Città del Vaticano (1969), avvocato concistoriale (1973), consultore per la elaborazione del nuovo Codex iuris canonici (1978).
Venne eletto dal Parlamento membro del Consiglio Superiore della Magistratura nel 1980, dopo la tragica morte di Vittorio Bachelet.

## Scritti
- Il principio della non retroattività delle leggi in diritto canonico, Milano, Vita e Pensiero, 1931
- Corso di diritto ecclesiastico, Milano, Giuffrè, 1946
- In tema di efficacia civile del matrimonio religioso celebrato da Italiani fuori dal territorio nazionale, in Raccolta di scritti in onore di Arturo Carlo Jemolo, Milano, A. Giuffre, 1963
- Il Concilio Vaticano II e la codificazione del Diritto Canonico: lezioni ad uso degli studenti, Napoli, Libreria Scientifica, 1968
- Vincenzo Del Giudice, Milano, Giuffrè, 1971 (con Pietro Gismondi)
- Presupposti dei matrimoni misti e limiti «in iure condito», Roma, Università gregoriana, 1972
- Il matrimonio, Napoli, Libreria scientifica editrice, 1972
- Il regime matrimoniale in Italia, Napoli, Libreria scientifica editrice, 1974
- Diritto ecclesiastico, Napoli, Società editrice napoletana, 1981
- Diritto canonico, IX ed. aggiornata, Napoli, Jovene, 1998. ISBN 88-243-0588-1